# Grand Prix Austrii 1981
Grand Prix Austrii 1981 (oryg. Grosser Preis von Österreich) – 11. runda Mistrzostw Świata Formuły 1 w sezonie 1981, która odbyła się 16 sierpnia 1981, po raz 12. na torze Österreichring.
19. Grand Prix Austrii, 13. zaliczane do Mistrzostw Świata Formuły 1.

## Wyścig
| Legenda oznaczeń w tabelach wyników Wyświetl szablon na nowej stronie | Legenda oznaczeń w tabelach wyników Wyświetl szablon na nowej stronie                                                                     |
| Oznaczenie                                                            | Wyjaśnienie |
| --------------------------------------------------------------------- | --- |
| Złoty                                                                 | Zwycięzca lub mistrzostwo |
| Srebrny                                                               | 2. miejsce lub wicemistrzostwo |
| Brązowy                                                               | 3. miejsce lub II wicemistrzostwo |
| Zielony                                                               | Ukończył, punktował (w klasyfikacji generalnej, gdy zdobył co najmniej jeden punkt na przestrzeni sezonu, poza trzema powyższymi opcjami) |
| Niebieski                                                             | Ukończył, nie punktował (w klasyfikacji generalnej, gdy nie zdobył co najmniej jednego punktu na przestrzeni sezonu)                      |
| Czerwony                                                              | Nie zakwalifikował się (NZ) |
| Czerwony                                                              | Nie prekwalifikował się (NPK) |
| Różowy                                                                | Nie ukończył (NU) |
| Różowy                                                                | Niesklasyfikowany (NS) (w klasyfikacji generalnej, gdy nie został sklasyfikowany w żadnym wyścigu sezonu)                                 |
| Czarny                                                                | Zdyskwalifikowany (DK) |
| Czarny                                                                | Wykluczony (WYK/EX) |
| Biały                                                                 | Nie wystartował (NW) |
| Biały                                                                 | Kontuzjowany (K/INJ) |
| Biały                                                                 | Wyścig odwołany (OD/C) |
| Bez koloru                                                            | Został wycofany (WYC/WD) |
| Bez koloru                                                            | Nie przybył (NP/DNA) |
| Bez koloru                                                            | Nie brał udziału w treningach (NT/DNP) |
| Bez koloru                                                            | Nie został zgłoszony (–) |
| Pogrubienie                                                           | Start z pole position |
| Kursywa                                                               | Najszybsze okrążenie wyścigu |
| †                                                                     | Nie ukończył, ale jego rezultat został zaliczony ze względu na przejechanie więcej niż 90% dystansu wyścigu.                              |
| *                                                                     | Sezon w trakcie |
| 1/2/3                                                                 | Punktowana pozycja w sprincie kwalifikacyjnym                                                                                             |
| Lista systemów punktacji Formuły 1                                    | |

| Poz | Nr                      | Kierowca           | konstruktor   | Okrążenie | Czas/Powód n.u  | Poz. start. | Punkty |
| --- | ----------------------- | ------------------ | ------------- | --------- | --------------- | ----------- | ------ |
| 1   | 26                      | Jacques Laffite    | Ligier-Matra  | 53        | 1h:27:36,47     | 4           | 9      |
| 2   | 16                      | René Arnoux        | Renault       | 53        | + 5,17          | 1           | 6      |
| 3   | 5                       | Nelson Piquet      | Brabham-Ford  | 53        | + 7,34          | 7           | 4      |
| 4   | 1                       | Alan Jones         | Williams-Ford | 53        | + 12.04         | 6           | 3      |
| 5   | 2                       | Carlos Reutemann   | Williams-Ford | 53        | + 31.85         | 5           | 2      |
| 6   | 7                       | John Watson        | McLaren-Ford  | 53        | + 1:31.14       | 12          | 1      |
| 7   | 11                      | Elio de Angelis    | Lotus-Ford    | 52        | +1 okr.         | 9           |        |
| 8   | 8                       | Andrea de Cesaris  | McLaren-Ford  | 52        | +1 okr.         | 18          |        |
| 9   | 28                      | Didier Pironi      | Ferrari       | 52        | +1 okr.         | 8           |        |
| 10  | 32                      | Jean-Pierre Jarier | Osella-Ford   | 51        | +2 okr.         | 14          |        |
| 11  | 17                      | Derek Daly         | March-Ford    | 47        | +6 okr.         | 19          |        |
|     | Niesklasyfikowani       |                    |               |           |                 |             |        |
| NU  | 22                      | Mario Andretti     | Alfa Romeo    | 46        | silnik          | 13          |        |
| NU  | 9                       | Slim Borgudd       | ATS-Ford      | 44        | hamulce         | 21          |        |
| NU  | 29                      | Riccardo Patrese   | Arrows-Ford   | 43        | silnik          | 10          |        |
| NU  | 14                      | Eliseo Salazar     | Ensign-Ford   | 43        | ciśnienie oleju | 20          |        |
| NU  | 4                       | Michele Alboreto   | Tyrrell-Ford  | 40        | skrzynia biegów | 22          |        |
| NU  | 23                      | Bruno Giacomelli   | Alfa Romeo    | 35        | pożar           | 16          |        |
| NU  | 6                       | Héctor Rebaque     | Brabham-Ford  | 32        | sprzęgło        | 15          |        |
| NU  | 30                      | Siegfried Stohr    | Arrows-Ford   | 27        | przegrzanie     | 24          |        |
| NU  | 15                      | Alain Prost        | Renault       | 26        | zawieszenie     | 2           |        |
| NU  | 25                      | Patrick Tambay     | Ligier-Matra  | 26        | silnik          | 17          |        |
| NU  | 12                      | Nigel Mansell      | Lotus-Ford    | 23        | silnik          | 11          |        |
| NU  | 27                      | Gilles Villeneuve  | Ferrari       | 11        | wypadek         | 3           |        |
| NU  | 33                      | Marc Surer         | Theodore-Ford | 0         | dystrybutor     | 23          |        |
|     | Nie zakwalifikowali się |                    |               |           |                 |             |        |
| NZ  | 3                       | Eddie Cheever      | Tyrrell-Ford  |           |                 |             |        |
| NZ  | 36                      | Derek Warwick      | Toleman-Hart  |           |                 |             |        |
| NZ  | 35                      | Brian Henton       | Toleman-Hart  |           |                 |             |        |
| NZ  | 31                      | Beppe Gabbiani     | Osella-Ford   |           |                 |             |        |